# Инстинкт (фильм)
«Инстинкт» (англ. Instinct, 1999) — фильм по роману Дэниела Куинна «Исмаил» (Ishmael).

## Сюжет
Главный герой фильма, учёный-биолог доктор Итэн Пауэлл (Энтони Хопкинс), освобождается из тюрьмы в Руанде благодаря инициативе Госдепа США.
Его доставляют обратно в страну происхождения, то есть в США, но его свобода оказывается недолгой, так как после прибытия у Пауэлла в аэропорту начинается приступ психоза. Это доходит до того, что Пауэлл начинает угрожать местной стюардессе. В связи с этим инцидентом власти США объявляют его опасным для общества психопатом и помещают в местную городскую психиатрическую лечебницу строгого режима с максимальным уровнем безопасности. Бывший коллега Пауэлла по работе хочет добиться его освобождения оттуда через суд, но возникает проблема: Пауэлл впал в аутистический ступор и не говорит ни слова. За последние годы своей жизни Пауэлл жил в джунглях Африки среди диких горных горилл и приспособился к их образу жизни. Конвенциональные правила человеческого общества он отверг. Его поведение основано только на первобытно-животных инстинктах.
Психолог доктор Тио Колдер (Kyба Гудинг мл.) принимает вызов и берётся за дело Пауэлла, которого все теперь стали звать «питекантропом». Он полон желаний расколоть Пауэлла и сделать так, чтобы он заговорил. Сам Колдер при этом создаёт ложное впечатление, что он якобы друг и союзник своих психически больных пациентов. Но в случае Пауэлла эта схема меняется. Колдер становится его настоящим другом и близким товарищем, а также его учеником. Во время сеансов Пауэлл объясняет Колдеру, что гориллы стали за это долгое время его семьёй и что он только лишь защищал их от браконьеров, поэтому он их и убил.
Проходит время, и приближается день судебного процесса, который должен решить: выйдет Пауэлл из лечебницы или нет. Шансы хороши на позитивный результат, если бы не случай в лечебнице, в котором Пауэлл проявляет инициативу, физически активно встав на защиту другого, более слабого пациента, защищая его от надзирателя-садиста Дэкса (за время содержания в лечебнице он начал рассматривать
других пациентов как свою новую «семью» и активно заступаться за неё).
Госвласти США узнают об инциденте и принимают решение продержать Пауэлла в лечебнице ещё пару месяцев и не исключают возможность дать ему даже пожизненный срок там, считая, что освобождение его из лечебницы будет ошибкой. Судебный процесс отменяют.
Вскоре Пауэллу, благодаря помощи остальных пациентов, удаётся совершить побег из лечебницы. Её начальник и одновременно главный психиатр недоволен по поводу этого и вызывает к себе Колдера, так как тот проводил с ним сеансы. В присутствии агентов госбезопасности и федеральной полиции ФБР начальник лечебницы спрашивает у Колдера, где сейчас находится Пауэлл. Но Колдер отвечает кратко: они его никогда не найдут. Всё кончается тем, что Пауэлл оставляет записку для Колдера, и тот втайне догадывается, что Пауэлл вновь вернулся в джунгли Африки и снова живёт там, среди горных горилл, понимая, что именно там Пауэлл дома, и что именно там он навсегда будет счастлив, так как он сам решил так.

## В ролях
- Энтони Хопкинс (Anthony Hopkins) — доктор Итэн Пауэлл
- Кьюба Гудинг мл. (Cuba Gooding Jr.) — доктор Тио Колдер
- Дональд Сазерленд (Donald Sutherland) — профессор Бен Хиллард
- Мора Тирни (Maura Tierney) — Линн Пауэлл
- Джордж Дзундза (George Dzundza) — доктор Джон Мюррей
- Джон Эштон (John Ashton) — Дакс
- Джон Эйлуорд (John Aylward) — надзиратель Кифер

## Съёмочная группа
- Режиссёр: Джон Тёртелтауб (Jon Turteltaub)
- Сценарист: Gerald Di Pego
- Главный оператор: Philippe Rousselot
- Композитор: Danny Elfman
- Монтаж: Richard Francis-Bruce